# Octaedru Bricard
În geometrie un octaedru Bricard este un membru al unei familii de poliedre flexibile construite de Raoul Bricard în 1897. Forma generală a unui astfel de poliedru se poate modifica printr-o mișcare continuă, fără a se modifica lungimile laturilor sale și nici ale formei fețelor sale.
Aceste octaedre au fost primele poliedre flexibile care au fost descoperite.
Octaedrele Bricard au 6 vârfuri, 12 laturi și 8 fețe triunghiulare, conectate în același mod ca și la un octaedru regulat. Spre deosebire de octaedrul regulat, octaedrele Bricard sunt toate poliedre autointersectate neconvexe. După teorema rigidității lui Cauchy, un poliedru flexibil trebuie să fie neconvex, dar există și alte poliedre flexibile fără autointersectări. Evitarea autointersectărilor necesită mai multe vârfuri (cel puțin 9) decât cele 6 vârfuri ale octaedrelor Bricard.
În lucrarea sa care descrie aceste octaedre, Bricard a clasificat complet octaedrele flexibile. Lucrarea sa în acest domeniu a fost mai târziu subiectul prelegerilor lui Henri Lebesgue la Collège de France.

## Construcție
Un octaedru Bricard poate fi format din trei perechi de puncte, fiecare simetrică în jurul unei axe comune de simetrie de rotație de 180°, fără vreun plan care să conțină toate cele șase puncte. Aceste puncte formează vârfurile octaedrului. Fețele triunghiulare ale octaedrului au câte un punct din fiecare dintre cele trei perechi simetrice. Pentru fiecare pereche, există două moduri de a alege un punct din pereche, deci există opt fețe în total. Aceste fețe sunt triunghiuri formate din laturile care leagă câte un punct din fiecare dintre cele două perechi simetrice. Există 12 laturi, care formează graful octaedric K2,2,2.
Ca exemplu, cele șase puncte (0,0,±1), (0,±1,0) și (±1,0,0) formează vârfurile unui octaedru regulat, cu fiecare punct opus din octaedru având coordonata nenulă cu semn schimbat, dar acesta nu este flexibil. Totuși, aceleași șase puncte pot fi împerecheate diferit pentru a forma un octaedru Bricard, cu o axă diagonală de simetrie. Dacă această axă este aleasă ca dreapta care trece prin origine și punctul (0,1,1), atunci cele trei perechi de puncte simetrice față de această axă sunt ((0,0,1),(0,1,0)), ((0,0,−1),(0,−1,0)) și ((1,0,0),(−1,0,0)). Octaedrul Bricard rezultat seamănă cu una dintre configurațiile extreme ale celei de-a doua animații, care are un antiparalelogram ecuatorial.

### Ca lanț cinematic
De asemenea, este posibil să se considere octaedrul Bricard ca fiind format din cele douăsprezece laturi, conectate prin legături⁠(d) flexibile, fără fețe. Omiterea fețelor elimină autointersectările pentru multe (dar nu pentru toate) poziții ale acestor octaedre. Lanțul cinematic⁠(d) rezultat are un grad de libertate de mișcare, la fel ca poliedrul din care este derivat.

## Explicație
Patrulaterele formate din laturile dintre punctele din oricare două perechi simetrice de puncte pot fi considerate ca ecuatoriale ale octaedrului. Aceste ecuatoriale au proprietatea (prin simetria lor) că perechile opuse de laturi ale patrulaterelor au lungimi egale. Fiecare patrulater cu perechi opuse de laturi egale, aflat în spațiul euclidian, are simetrie axială, iar unele (cum ar fi dreptunghiul) au și alte simetrii. Dacă se divizează octaedrul Bricard în două piramide deschise (fără a lua în considerare fețele care apar la baze), tăindu-l de-a lungul unuia dintre ecuatorialele sale, ambele piramide deschise se pot flexa, iar mișcarea de flexare poate fi făcută astfel încât se păstrează axa de simetrie a întregii forme. Dar, prin simetriile construcției sale, mișcările de flexare ale acestor două piramide deschise, ambele mișcă ecuatorul de-a lungul căruia au fost tăiate, în același mod. Prin urmare, ele pot fi lipite înapoi împreună într-o singură mișcare de flexare a întregului octaedru.
Proprietatea de a avea laturi opuse de lungime egală este adevărată pentru dreptunghi, paralelogram și antiparalelogram și este posibil să se construiască octaedre Bricard având oricare dintre acele forme plane drept ecuatoare. Totuși, ecuatorul unui octaedru Bricard nu este obligatoriu să se afle într-un plan, el poate fi un patrulater strâmb. Chiar și pentru octaedrele Bricard construite pe baza unui ecuator plan, în general ecuatorul nu rămâne plan pe măsură ce octaedrul se flexează. Totuși, pentru unele octaedre Bricard, cum ar fi octaedrul cu un ecuator antiparalelogram prezentat în figură, simetriile poliedrului fac ca ecuatorul său să rămână plan în orice moment.

## Proprietăți adiționale
Invariantul Dehn⁠(d) al oricărui octaedru Bricard rămâne constant în timpul mișcării de flexare. Aceeași proprietate a fost demonstrată pentru toate poliedrele flexibile care nu se autointersectează. Totuși, există și alte poliedre flexibile autointersectate la care invariantul Dehn se modifică continuu pe măsura flexării.

## Extensii
Este posibilă modificarea poliedrelor Bricard prin adăugarea mai multor fețe, pentru a muta părțile poliedrului care se autointersectează, permițându-i totuși să se flexeze. Cea mai simplă dintre aceste modificări este un poliedru descoperit de Klaus Steffen cu 9 vârfuri și 14 fețe triunghiulare. Poliedrul lui Steffen este cel mai simplu poliedru flexibil posibil fără autointersectări.
Prin conectarea mai multor forme derivate din octaedrul Bricard, este posibil să se construiască forme origami rigide în formă de corn cu curbe în spațiu complicate.